# Melicytus crassifolius

Melicytus crassifolius; sin. Hymenanthera crassifolia Hook.f.) es una planta ornamental perteneciente a la familia Violaceae nativa de Nueva Zelanda.

## Descripción
Es un arbusto de hábito semi-perenne. Alcanza un tamaño de sólo 1 m de altura. los brotes son gruesos con la corteza grisácea, peluda en la juventud. Las hojas son obovadas, de 1-2,5 cm de largo, con tallos cortos. Las flores son insignificantes pequeñas, de color amarillento y seguidas por las bayas blancas en la parte inferior de las ramas. 

## Taxonomía
Melicytus crassifolius fue descrita por (Hook.f.) F.Muell. y publicado en New Zealand Journal of Botany 25(1): 128, en el año 1987.
sinonimia
- Hymenanthera crassifolia Hook.f. basónimo[3]